# Projet Quagga

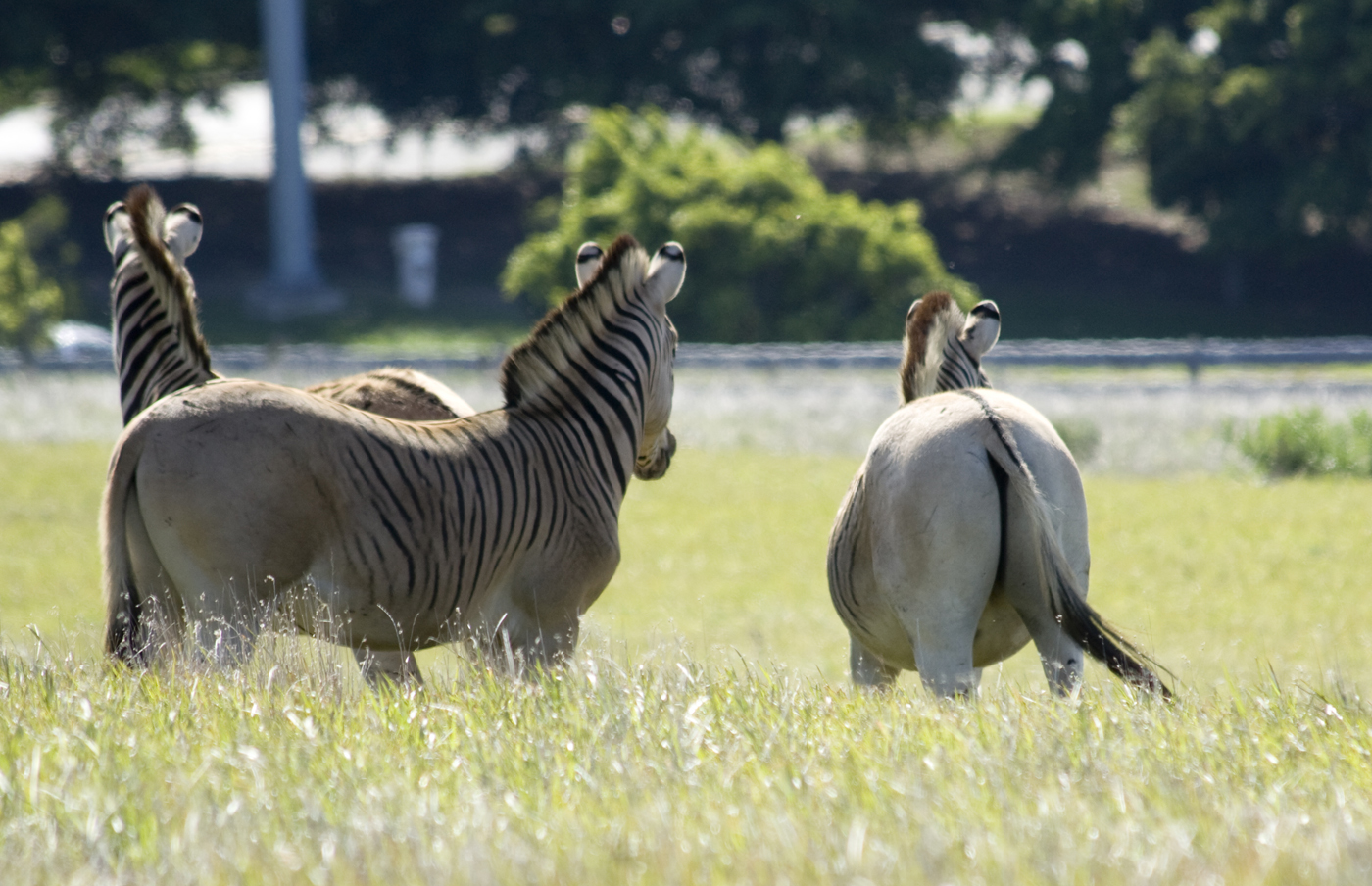
Zèbres du projet dans le parc d'animaux sur les pentes du pic du diable, au-dessus de l'hôpital Groote Schuur, Cape Town

Le projet Quagga est une tentative d'un groupe en Afrique du Sud d'utiliser l'élevage sélectif pour obtenir une lignée d'élevage de zèbres de Burchell (Equus quagga burchellii) qui ressemble visuellement au quagga éteint (Equus quagga quagga).

## Historique

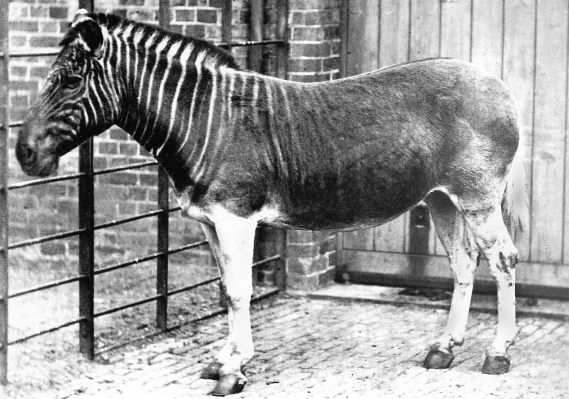
photographie d'une jument quagga datant de 1870

En 1955, Lutz Heck suggéra dans son livre Großwild im Etoshaland qu'un élevage sélectif et minutieux du zèbre des plaines pourrait reproduire un animal ressemblant au quagga éteint : un zèbre avec peu de rayures et une couleur de base brunâtre. En 1971, Reinhold Rau visita divers musées en Europe pour examiner les spécimens de quaggas dans les collections, puis décida d'essayer de reproduire cet animal. Rau contacta ensuite plusieurs zoologistes et autorités du parc, mais ils étaient dans l'ensemble dubitatifs, car le quagga n'a laissé aucun descendant vivant, le patrimoine génétique de cet animal n'étant donc pas présent dans les zèbres actuels. Rau n'abandonna pas sa proposition de reconstitution, car il considérait le quagga comme une sous-espèce du zèbre des plaines. En 1980, des études moléculaires de l'ADN mitochondrial d'un quagga ont indiqué qu'il s'agissait bien d'une sous-espèce du zèbre des plaines.
À la suite de la publication des résultats de l'analyse génétique à partir de 1984, une attitude progressivement plus positive a été prise envers la proposition de reconstitution du quagga. En mars 1986, le comité du projet a été formé après l'implication de personnes influentes. En mars 1987, neuf zèbres ont été sélectionnés et capturés dans le parc national d'Etosha en Namibie. Le 24 avril 1987, ces zèbres ont été amenés au complexe de parcs de reproduction spécialement construit à la ferme de la conservation de la nature Vrolijkheid près de Robertson, en Afrique du Sud. Cela a marqué le début du projet.
Des zèbres supplémentaires ont été sélectionnés pour leurs rayures clairsemées, et incorporés dans le projet pour accélérer la perte des rayures chez les animaux. Certains zèbres du projet au phénotype non satisfaisant ont été libérés dans le parc national des éléphants d'Addo.
Avec l'augmentation du nombre de zèbres, le projet Quagga a dû abandonner la ferme Vrolijkheid. En octobre 1992, six zèbres ont été déplacés vers des pâturages, pour réduire le coût de l'alimentation. En 1993, les zèbres restants ont été déplacés vers deux sites supplémentaires. Le 29 juin 2000, l'Association du Projet Quagga, représentée par son président le Dr Mike Cluver, et les parcs nationaux sud-africains par le PDG Mavuso Msimang, ont signé un accord de coopération. Cet accord a transformé une initiative privée en un projet officiellement reconnu et soutenu par la logistique.

## Jalons du projet

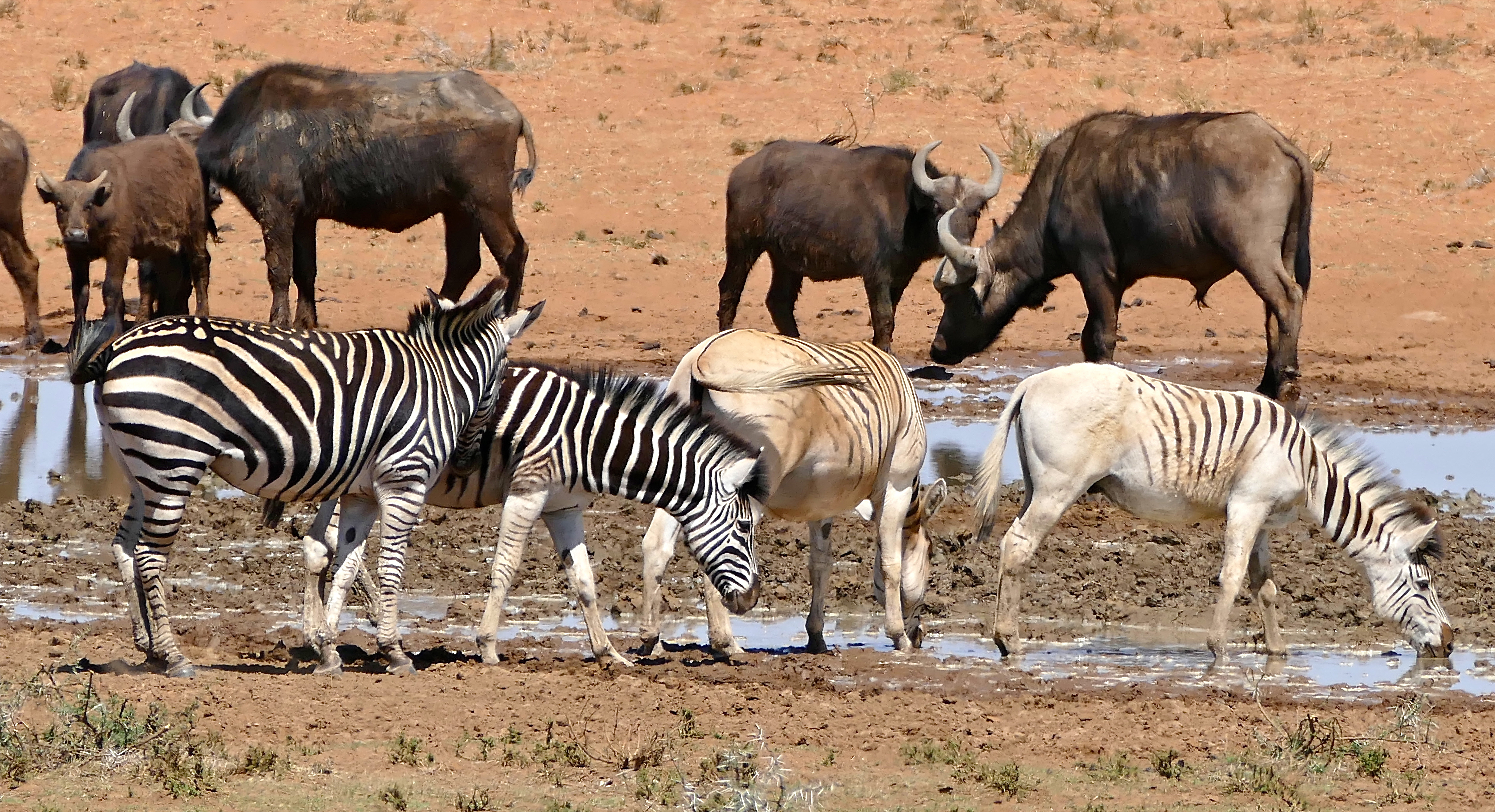
Zèbres lambda et zèbres du projet Quagga dans le parc national de Mokala

Le premier poulain du projet est né le 9 décembre 1988. Le 20 janvier 2005, Henry, considéré comme le premier individu ressemblant à un quagga, est né. Le premier poulain de la cinquième génération est né en décembre 2013. Il a été proposé que les individus ayant très peu de rayures soient appelés « quaggas Rau », en référence à la contribution de Reinhold Rau au projet et pour distinguer ces nouveaux animaux des véritables quaggas.
En mars 2016, le projet Quagga a recensé 116 animaux sur 10 sites, dont certains proches du Cap. Sur les 116 animaux, six présentent actuellement très peu de rayures. Le but est d'avoir une population d'une cinquantaine de ces zèbres et de les déplacer vers une zone protégée dans leur ancien habitat naturel. Les individus actuels ayant une robe semblable à celle du quagga sont appelés Henry, Freddy, DJ14, Nina J, FD15 et Khumba.